# Asura bizonoides
Asura bizonoides là một loài bướm đêm thuộc phân họ Arctiinae, họ Erebidae.